# C・S・パキャット
C・S・パキャットはオーストラリアの作家であり、『叛獄の王子』三部作で最もよく知られている。『叛獄の王子』三部作は2015年にペンギン・ランダムハウスより出版された。

## 私生活
パキャットはオーストラリアのメルボルンで生まれ、メルボルン大学で学んだ。パキャットはペルージャや東京など複数の様々な都市で暮らした。地質学者として訓練を受け、翻訳者として仕事をしている頃に『叛獄の王子』三部作を執筆した。
パキャットはクィアかつジェンダークィアであり、彼女（she/her）と彼（he/him）の両方の代名詞を使っている。「誇りを持ったwog」と名乗り、『叛獄の王子』三部作を執筆している間、このことが影響を与えたと述べた。「『叛獄の王子』への影響に関して言うと、私はバイセクシャルのwogで、デイメンはバイセクシャルのwog、そんなところかな。……オーストラリアの外側ではその観点からほとんど読まれないけど、シリーズにはたくさんのwogの政治がある。」

## 作家としての経歴
パキャットの最初の小説である『叛獄の王子』はLiveJournalにおいてオリジナル「スラッシュ」フィクションのオンライン連載として始まり、注目を集めた。2013年2月に自費出版され、その後、ペンギン・ランダムハウスと契約し、2015年4月に多くの地域で商業出版された。続編の『高貴なる賭け』は2015年7月に発売され、三部作最後の小説である『王たちの蹶起』は2016年2月に発売された。シリーズはAurealis Awardsの一部門であるSara Douglass Book Series Awardの最終選考に残った。
2017年にフェンシングに関する新しいコミックシリーズ『Fence』に取り組んでいることを明かした。シリーズはその後Sarah Rees Brennanによりノベライズされ、2019年のGLAADメディア賞にノミネートされた。
2019年に新しい三部作『DARK RISE』を発表した。『DARK RISE』は2021年に発売されるYAファンタジー小説である。

## 著作目録

### 叛獄の王子三部作
- 叛獄の王子（2015年4月7日）
- 高貴なる賭け（2015年7月7日）
- 王たちの蹶起（2016年2月2日）

このファンタジーシリーズは敵対する国の王子同士の恋愛を軸として展開する。デイミアノスは若い頃、戦争中にローレントの最愛の兄を殺した。数年後、王位を目的としたデイミアノスの兄の策略により、デイミアノスはローレントのいる国へ送られ、ローレントの奴隷になった。

#### 叛獄の王子短編小説
- エラスムスの調練（『叛獄の王子』のアメリカ版で出版された。）
- 春の青さはうたかたの（2016年9月20日）
- 夏の離宮（2017年1月5日）
- 布商人チャールズの冒険（2017年5月3日）
- 色子語り（2018年1月6日）[17]
- 叛獄の王子外伝　夏の離宮（2018年10月20日）（『エラスムスの調練』を除き、4つの短編小説を含む。）

#### 叛獄の王子特典
『高貴なる賭け』の19章の続きは、19.5章と題名をつけられ、アメリカ版のペーパーバックでのみ読むことができる。

### Fenceコミックシリーズ

#### 雑誌
- Fence #1（2017年11月15日）
- Fence #2（2017年12月20日）
- Fence #3（2018年1月17日）
- Fence #4（2018年2月21日）
- Fence #5（2018年4月18日）
- Fence #6（2018年5月16日）
- Fence #7（2018年6月20日）
- Fence #8（2018年7月18日）
- Fence #9（2018年8月15日）
- Fence #10（2018年9月26日）
- Fence #11（2018年10月31日）
- Fence #12（2018年11月28日）

#### 単行本
- Fence Vol. 1（#1-4収録）（2018年7月31日）
- Fence Vol. 2（#5-8収録）（2019年1月15日）
- Fence Vol. 3（#9-12収録）（2019年8月20日）

#### グラフィックノベル
- Fence Vol. 4（「Rivals」）（15 July 2020）